# Metrodoros von Chios
Metrodoros von Chios (griechisch Μητρόδωρος Mētródōros, auch Metras) war ein antiker griechischer Philosoph der atomistischen Schule. Er stammte aus Chios, lebte im 5./4. Jahrhundert v. Chr. und soll ein Schüler Demokrits oder des Demokrit-Schülers Nessas (Nessos) von Chios gewesen sein.

## Werk
Von seinem umfangreichen Werk sind nur Fragmente überliefert. Wegen des uns dank Cicero erhaltenen Anfangs seiner Schrift Peri physeos (Über die Natur), „niemand unter uns weiß etwas, nicht einmal eben das, ob wir wissen oder nicht wissen“, wird er gelegentlich als Wegbereiter der Pyrrhonischen Skepsis beschrieben. Seine Physik ist stark an Demokrit orientiert: Er behauptete, der Kosmos sei als Ganzes unbeweglich, nahm nur Atome und die Leere als Grundeinheiten der Materie an und postulierte eine unendliche Anzahl der Atome in einem unendlich weiten Raum in unendlich vielen Welten. Daneben betätigte er sich als Historiker und Meteorologe. Besonders in seinen meteorologischen Schriften wich er von Demokrit ab; so widersprach er der Ansicht, dass die Sterne optische Illusionen sind, die aus der Reflexion der Sonnenstrahlen in den Wolken entstehen.
Bezüglich extraterrestrischen Lebens schrieb er, dass ein einzelnes Weizenkorn in einem großen Feld genauso seltsam sei wie eine einzige Welt im unendlichen Raum.

## Editionen
- Hermann Diels, Walther Kranz: Die Fragmente der Vorsokratiker, Weidmann, Zürich 1996, Band 2 (Nachdruck der Ausgabe Berlin 1952), ISBN 3-296-12202-8, S. 231–234.